# When You're Gone (chanson d'Avril Lavigne)
Pour les articles homonymes, voir When You're Gone.
Singles de Avril Lavigne
Girlfriend
(2007) Hot
(2007)
When You're Gone est une chanson écrite et composée par la chanteuse canadienne Avril Lavigne, et produite par Butch Walker. Elle est présentée dans l'album studio The Best Damn Thing de Lavigne. Elle est coécrite et produite avec Walker, et parue comme second single le 19 juin 2007.

## Développement
Avril Lavigne explique que la chanson « parle de lorsqu'on est amoureux de quelqu'un, et qu'on doit lui dire adieu, et toutes les choses qui vont avec. » La chanson s'inspire de l'ancien époux de Lavigne, Deryck Whibley, bien qu'elle ne l'ai pas confirmé durant son entrevue avec The Belfast Telegraph. Selon elle, la chanson ne devait pas parler d'amour, mais de « toutes les émotions » qu'elle a en elle. Le magazine Billboard décrit la chanson comme « une power ballad avec une introduction au piano et au synthé. »

## Accueil
Bill Lamb, du site About.com, attribue à When You're Gone une note de quatre sur cinq, expliquant que « les meilleurs singles d'Avril Lavigne ne sont pas moins que subtils. When You're Gone est une énorme ballade pop nostalgique qui détaille chacun de ses mots sur la séparation avec un être cher [...]. Alex Nunn explique qu'Avril n'a pas perdu la capacité des ballades dans ses chansons. Stylus accueille la chanson d'une manière mitigée sous les termes de « turgescent et monotone ». »

## Classements et promotion
Avant sa parution comme single aux États-Unis, When You're Gone atteint la 90e place du Billboard Hot 100, et la 77e au Billboard Pop 100, le 5 mai 2007. La chanson revient à nouveau dans les classements et atteint les 24e et 16e place, respectivement. Elle est également classée au Canada, à la 8e place. En juillet 2013, When You're Gone recense un total de 1 211 000 de téléchargements payants aux États-Unis. Le single atteint également la 4e place des classements européens. En Europe, When You're Gone atteint le top 20 de nombreux pays tels que l'Autriche, le Danemark, l'Espagne, la France, l'Italie, les Pays-Bas, au Royaume-Uni, et la Suède. Cependant, elle a un impact mineur dans les classements belges, aussi bien dans les classements wallons que flamands. En Australie, elle atteint la 4e place des classements, et la 14e place en Suisse.

## Liste des pistes
CD single japonais
1. When You're Gone (album version) – 4:00
2. Girlfriend (version japonaise) – 3:35

CD single français et britannique
1. When You're Gone (album version) – 4:00
2. Girlfriend (Dr. Luke Remix featuring Lil' Mama) – 3:25

CD single australien et taïwanais
1. When You're Gone (version album) – 4:00
2. Girlfriend (Dr. Luke Remix featuring Lil' Mama) – 3:25
3. Girlfriend (Submarines' Time Warp 66 Mix) – 3:12
4. When You're Gone (vidéo) – 4:08

## Classements
| Classement (2007)                       | Meilleure position |
| --------------------------------------- | ------------------ |
| Allemagne (Media Control AG)            | 17                 |
| Australie (ARIA)                        | 4                  |
| Autriche (Ö3 Austria Top 40)            | 10                 |
| Belgique (Flandre Ultratop 50 Singles)  | 31                 |
| Belgique (Wallonie Ultratop 50 Singles) | 2                  |
| Canada (Hot 100)                        | 8                  |
| Danemark (Tracklisten)                  | 31                 |
| Europe (Hot 100)                        | 4                  |
| France (SNEP)                           | 17                 |
| Irlande (IRMA)                          | 4                  |
| Italie (FIMI)                           | 4                  |
| Japon (Oricon)                          | 83                 |
| Nouvelle-Zélande (RMNZ)                 | 26                 |
| Pays-Bas (Dutch Tipparade)              | 2                  |
| Tchéquie (IFPI Rádio)                   | 3                  |
| Roumanie (Romanian Top 100)             | 69                 |
| Slovaquie (IFPI Rádio)                  | 11                 |
| Suède (Sverigetopplistan)               | 8                  |
| Suisse (Schweizer Hitparade)            | 14                 |
| Ukraine (FDR Charts)                    | 1                  |

## Distinctions
| Année | Cérémonie              | Catégorie                                  | Résultat |
| ----- | ---------------------- | ------------------------------------------ | -------- |
| 2007  | Planeta Awards         | Meilleure ballade                          | Lauréat  |
| 2007  | Planeta Awards         | Meilleure performance vocale               | Lauréat  |
| 2008  | MuchMusic Video Awards | People's Choice : artiste canadien préféré | Lauréat  |
| 2008  | Imperio Music Awards   | Vidéo de l'année                           | Lauréat  |
| 2008  | Socan Awards           | Meilleure chanson pop                      | Lauréat  |
| 2009  | BMI Awards             | Meilleure chanson pop                      | Lauréat  |
| 2012  | VEVOCertified Awards   | 100 millions de vues                       | Lauréat  |